# Griselinia
Griselinia é um género botânico pertencente à família Cornaceae No sistema APG é colocado na família Griseliniaceae.

## Espécies
- Griselinia carlomunozii M.O.Dillon & Muñoz-Schick
- Griselinia jodinifolia (Griseb.) Taub.
- Griselinia littoralis (Raoul) Raoul
- Griselinia lucida (J.R.Forst. & G.Forst.) G.Forst.
- Griselinia racemosa (Phil.) Taub.
- Griselinia ruscifolia (Gay) Ball
- Griselinia scandens (Ruiz & Pav.) Taub.